# Heinz Hendrich
Heinz Hendrich (* 5. Juni 1916 in Zeitz; † unbekannt) war ein deutscher Maler.

## Leben und Werk
Hendrich studierte von 1930 bis 1932 an der Staatlichen Akademie für graphische Künste und Buchgewerbe Leipzig und arbeitete danach als freischaffender Künstler. Er nahm als Soldat der Wehrmacht am 2. Weltkrieges teil. Danach arbeitete er wieder freischaffend in Blankenburg/Harz. Er war Mitglied des Verbands Bildender Künstler der DDR und schuf vor allem Werke, die vordergründig die politische Linie der DDR-Führung unterstützen sollten.

## Werke (Auswahl)

### Tafelbilder
- Maler und Kritiker (um 1951, Öl)[1]
- VP-Wache im Pionierlager (1952, Öl)[2]
- Bereit zur Verteidigung der Heimat (1953, Öl, 130 × 100 cm; auf der Dritten Deutschen Kunstausstellung)[3]
- Der Kampf westdeutscher Bauern gegen die Landbeschlagnahme durch die USA-Interventen (um 1953; Auftragswerk des Museums für Deutsche Geschichte)
- Solidarität (Triptychon, Öl; Museum Eberswalde)[4]

### Zeitschriften-Illustrationen
- Felix von der Post (1961, 6 Folgen von Comics; Wochenpost, Berlin, 42–47/1961)

### Buchillustrationen (unvollständig)
- Roger Grillon: Das Geheimnis der Rue de Bourgogne. Verlag Neues Leben, Berlin, 1957
- Siegfried Fischer: In der Taiga verirrt. Verlag Neues Leben, Berlin, 1958 (Reihe Das neue Abenteuer 145)

## Ausstellungen (unvollständig)

### Einzelausstellungen
- 1982: Eberswalde-Finow, Kleine Galerie

### Teilnahme an Ausstellungen
- 1951/1952: Berlin, Museumsbau am Kupfergraben („Künstler schaffen für den Frieden“)
- 1953: Dresden, Dritte Deutsche Kunstausstellung
- 1964, 1976, 1979 und 1985: Frankfurt/Oder, Bezirkskunstausstellungen
- 2019/2020: Eberswalde, Museum Eberswalde („Kunst von Hier“)[5]